# Bahar Mouradova
Bahar Mouradova (née le 20 mars 1962 à Fizuli) est une femme politique azerbaïdjanaise affiliée au  Parti du Nouvel Azerbaïdjan et vice-présidente de l'Assemblée nationale d'Azerbaïdjan depuis 2005.

## Vie
Mouradova a fréquenté l'école technique de l'industrie légère de Bakou, d'où elle a obtenu un diplôme en industrie textile. Plus tard, elle a rejoint l'Université d'État de Bakou pour étudier le droit. Elle a fait son doctorat en science politique.

## Carrière
En 1981, Mouradova a pris le poste de superviseur dans une usine textile à Bakou. Plus tard, elle s'est tournée vers la politique et est devenue membre du Parti du Nouvel Azerbaïdjan en 1993 et a occupé des postes importants au sein du parti, y compris celui de vice-présidente des cadres féminins du parti et de secrétaire exécutive adjointe. De 1995 à 2000, Bahar Mouradova a servi au bureau du président azerbaïdjanais. Après avoir remporté les élections législatives azerbaïdjanaises en 2005, elle a été nommée vice-présidente de l'Assemblée nationale d'Azerbaïdjan. Elle est récipiendaire de l'Ordre de la Gloire et a également publié cinq articles savants. Elle a conservé son siège de Fuzuli̇ lors des élections législatives azerbaïdjanaises de 2015. 